# Oxytorus canalis
Oxytorus canalis là một loài tò vò trong họ Ichneumonidae.